# 몰타의 동성결혼
몰타는 2014년 6월 13일부터 시민결합 제도를 도입하였으며, 입양권을 포함해 결혼과 유사한 시민 권리와 의무를 부여하고 있다.
몰타 의회는 2017년 7월 12일 동성결혼 합법화를 위한 법률개정안을 통과시켜 현재 몰타 대통령의 서명을 기다리고 있다. 만약 대통령이 승인한다면 2017년 후반기부터 동성결혼이 가능해질 전망이다.